# Theophile Godfraind
Theophile Godfraind (18 februari 1931) is een Belgische farmacoloog. Hij is internationaal gekend en was van 1994 tot 1998 voorzitter van de IUPHAR.

## Biografie
Godfraind haalde zijn kandidatuur met grote onderscheiding aan de Vrije Universiteit Brussel.
Vervolgens ging hij voor zijn licentie naar de Katholieke Universiteit Leuven en haalde daar in 1955 zijn diploma. Hij doctoreerde verder en haalde dit in 1958 om vervolgens aan het Instituut voor Tropische Geneeskunde te Antwerpen een eenjarige opleiding te volgen die hij eveneens in 1958 behaalde.
Hij verhuisde naar Congo-Brazzaville in 1958 en gaf er aan de Universiteit Lovanium (Kinshasa) farmacologie tot 1964.
In 1964 keerde hij naar België terug om er Hoofd van de faculteit farmacie te worden van 1964 tot 1996 aan de Katholieke Universiteit Leuven waar hij ook doceerde. Vanaf 1966 werd hij daar hoogleraar.
In diezelfde periode was hij af en toe gastprof in de volgende universiteiten: Parijs (1964, 1970 en 1973), Parijs-Zuid (1973, 1974, 1977 en 1979) Nijmegen (1973), Zürich (1974), Universiteit Louis Pasteur te Straatsburg (1974), Antwerpen (1974), Toulouse (1978 en 1979), Christian Albrechts Universiteit te Kiel (1980), Cambridge (1987), Nancy (1990, 1991 en 1992), Bratislava (1996, 1997, 1998, 1999, 2000 en 2001), Rio de Janeiro (1999), Shanghai.
Ondertussen was hij vanaf 1966 ook Hoofd van de onderzoeksafdeling, experimentele farmacologie, aan de Leuvense universiteit.
Hierdoor werd hij in 1971 verkozen tot secretaris-generaal van de Belgische vereniging voor klinische en experimentele fysiologie en farmacologie.
Daarnaast zetelde hij ook vanaf 1976 als lid van de medische ethische commissie van het Nationaal Fonds voor Wetenschappelijk Onderzoek.
Van 1983 tot 1994 was hij tevens voorzitter van het centrum voor bio-ethische studie.
Hij was ook adviseur van de Wereldgezondheidsorganisatie in 1985 en 1986.
Van 1987 tot 1994 werd hij dan secretaris-generaal van de Internationale unie van Farmacie) om dan vanaf 1994 tot 1998 daar de rol van voorzitter op te nemen.
Momenteel is hij coördinator van het onderzoek in experimentele farmacologie in de Comenius Universiteit te Bratislava. Hij is ook nog steeds voorzitter en stichter van het Belgisch college voor Farmaceutische geneeskunde te Brussel.
Vanaf 1996 werd hij professor-emeritus.
Hij heeft meerdere publicaties op zijn naam staan.

## Eerbetoon en prijzen
- De Jean-François Heymans prijs in 1967
- De Smith-Kline prize in 1982
- De Peter Debye prijs in 1987
- De Dautrebande prijs in 1988
- De ASPET award in 1991 (American Society for Pharmacology and Experimental Therapy)
- De prijs : "Europa en geneeskunde" te Parijs in 1997
- Erehoogleraar aan de Universiteit Louis Pateur te Straatsburg, de Henri Poincaré Universiteit te Nancy, de Comenius universiteit te Bratislava.
- Erelid van de Britse, Slowaakse en de Italiaanse Farmacologische vereniging.
- In 1991 werd hij lid van de Academia Europaea.[2]